# Over de oorsprong van de meetkunde
Over de oorsprong van de meetkunde is een tekst van de filosoof Edmund Husserl, in het Duits: Die Frage nach  dem  Ursprung der Geometrie als intentional-historisches Problem. De tekst werd geschreven als bijlage bij zijn Die Krisis der europäischen Wissenschaften und die transzendentale Phänomenologie uit 1936. De tekst werd voor het eerst gepubliceerd in 1954, zestien jaar na de dood van de schrijver.
Husserl, bekend als grondlegger van de fenomenologie, was zelf meetkundige van opleiding.  In dit werk bespreekt de filosoof Husserl hoe een inzicht, in dit geval een meetkundig inzicht ontstaat, nog vóór het verwoord is.  Eerst is er het ideële inzicht of de idee, pas naderhand wordt dat inzicht verwoord om communicatie mogelijk te maken.  
Een andere filosoof, Jacques Derrida, is zijn loopbaan in 1962 begonnen met een Franse vertaling en een kritiek op dit werk van Husserl. Volgens Derrida zijn ideeën of inzichten altijd verbonden aan de taal.